# Hesione genetta
Hesione genetta är en ringmaskart som beskrevs av Grube 1866. Hesione genetta ingår i släktet Hesione och familjen Hesionidae.
Artens utbredningsområde är Madagaskar. Inga underarter finns listade i Catalogue of Life.